# Ludovico Podocataro
Ludovico Podocataro (Nicosia, c. 1430 - Roma, 25 de agosto de 1504) fue un médico y eclesiástico greco-chipriota. 

## Biografía
Nacido en el Reino de Chipre en el seno de una familia noble de origen griego emparentada con la Casa de Lusignan, que por aquel entonces encabezaba la monarquía, en su juventud marchó a Italia, donde estudió lenguas clásicas, filosofía y medicina, primero en Ferrara bajo la tutela de Guarino de Verona y después en Padua con Gaetano da Thiene y Matiolo Mattioli. En 1460 fue nombrado rector de la facultad de medicina y artes de esta universidad, participando en la reorganización de su constitución.
Establecido en Roma, se dedicó al ejercicio de la medicina y tomó la carrera eclesiástica, entrando al servicio del cardenal Rodrigo de Borgia como secretario y médico personal. Durante el pontificado de Sixto IV ofició como abreviador apostólico y en 1483 fue nombrado obispo de Capaccio. Durante el de Inocencio VIII fue también su arquiatra.
Después de que Rodrigo Borgia fuera elegido papa en 1492, Podocataro desempeño encargos de relevancia en Roma, interviniendo en la estipulación del tratado de Tordesillas, en el divorcio de Luis XII de Francia o formando parte de una comisión para la reforma de la iglesia. 
Fue creado cardenal en el consistorio de septiembre de 1500, recibiendo el título de Santa Agata in Suburra. 
En el cónclave de septiembre de 1503 fue considerado papable con el apoyo de la facción española, aunque finalmente fue elegido papa Pío III. Participó también en el de octubre del mismo año en que lo fue Julio II, y en enero de 1504 fue promovido a la archidiócesis de Benevento. 
Fallecido en agosto de ese mismo año, fue sepultado en la Basílica de Santa María del Popolo, en un rico mausoleo erigido por encargo de su sobrino Livio Podocataro, que después sería obispo de Nicosia, a quien legó una copiosa colección de libros y manuscritos que actualmente se encuentra repartida entre la Biblioteca de San Marcos de Venecia, la Biblioteca Vaticana y el Archivo de Estado de Venecia.